# Valore atteso condizionato
Nella teoria della probabilità, il valore atteso condizionato (o media condizionata) di una variabile casuale è il suo valore atteso rispetto ad una distribuzione di probabilità condizionata.

## Trattamento discreto
Il punto di partenza è la definizione di probabilità condizionata: dati due eventi {\displaystyle A,B}, la probabilità di {\displaystyle A} dato {\displaystyle B} è
{\displaystyle P(A|B)={\begin{cases}0&{\text{se}}\;P(B)=0\\{\frac {P(A\cap B)}{P(B)}}&{\text{altrimenti}}\end{cases}}}
Allo stesso modo si può estendere la probabilità condizionata quando {\displaystyle A,B} sono esiti di due variabili casuali:
{\displaystyle P(X\in A|Y\in B)={\frac {P(\{X\in A\}\cap \{Y\in B\})}{P(\{Y\in B\})}}}
(se il denominatore è diverso da 0; 0 altrimenti). In particolare, se {\displaystyle B=\{y\},A=\{x\}}, si ha
{\displaystyle P(X=x|Y=y)={\frac {P(X=x\wedge Y=y)}{P(Y=y)}}}
che, lasciando fisso {\displaystyle y}, può essere mediato:
{\displaystyle E[X|Y=y]=\sum _{x}x{\frac {P(X=x\wedge Y=y)}{P(Y=y)}}}
definendo quindi {\displaystyle E[X|Y]} come quella variabile casuale che vale {\displaystyle E[X|Y=y]} quando {\displaystyle Y=y}. Questa definizione, tuttavia, è consistente solamente nel caso in cui {\displaystyle X,Y} siano discrete, ma perde di senso quando sono continue, in quanto la probabilità che {\displaystyle Y} sia un certo valore {\displaystyle y} (così come quella che {\displaystyle X} sia {\displaystyle x}) è sempre 0. Per eliminare queste difficoltà la definizione prende strade diverse.

## Definizione
Data una variabile aleatoria X e una σ-algebra {\displaystyle {\mathfrak {F}}}, un valore atteso condizionato di X rispetto a {\displaystyle {\mathfrak {F}}} è una variabile aleatoria Y tale che
- Y è misurabile rispetto a {\displaystyle {\mathfrak {F}}};
- Y è in L1, cioè il suo modulo |Y| ha media finita;
- {\displaystyle E[Y\mathbf {1} _{F}]=E[X\mathbf {1} _{F}]} per ogni {\displaystyle F\in {\mathfrak {F}}} (1 è la funzione indicatrice).

Il risultato fondamentale che rende questa definizione sensata è l'esistenza, per ogni variabile aleatoria integrabile X e per ogni σ-algebra, di un valore atteso condizionato; inoltre due variabili aleatorie con queste caratteristiche sono uguali quasi certamente, e quindi possono essere considerate sostanzialmente "le stesse"; in tal caso si scrive
{\displaystyle Y=E[X|{\mathfrak {F}}]}
Tale risultato può essere dimostrato a partire dal teorema di Radon-Nikodym, oppure tramite un argomento di approssimazione.
La definizione è consistente con quella elementare ponendo
{\displaystyle E[X|Z]=E[X|\sigma (Z)]}
cioè se si considera la σ-algebra generata dalla variabile casuale Z.
Il valore atteso condizionato può essere interpretato come la miglior approssimazione che è possibile fare di X data l'informazione contenuta nella σ-algebra {\displaystyle {\mathfrak {F}}}: così come la media E[X] minimizza la funzione {\displaystyle E[(X-c)^{2}]} quando c è un numero reale (ovvero una funzione misurabile sulla σ-algebra banale {\displaystyle \{\varnothing ,\Omega \}}), così il valore condizionato {\displaystyle E[X|{\mathfrak {F}}]} minimizza {\displaystyle E[(X-Y)^{2}]} tra le variabili aleatorie {\displaystyle {\mathfrak {F}}}-misurabili. Ovviamente questa interpretazione può essere data solo quando X appartiene a L2.

## Proprietà
Il valore atteso condizionato verifica tutte le maggiori proprietà del valore atteso: è positivo (cioè se {\displaystyle X\geq 0} allora {\displaystyle E[X|{\mathfrak {F}}]\geq 0}), lineare, e verifica i teoremi della convergenza monotona, della convergenza dominata e il lemma di Fatou quando le ipotesi sono verificate dalla successione {Xn}: ad esempio, se le Xn sono positive e la successione è crescente verso X, allora
{\displaystyle \lim _{n\to \infty }E[X_{n}|{\mathfrak {F}}]=E[X|{\mathfrak {F}}]}
Un'altra proprietà fondamentale è la possibilità di calcolare una media attraverso il condizionamento: per ogni variabile aleatoria X e per ogni σ-algebra si ha
{\displaystyle E[X]=E[E[X|{\mathfrak {F}}]]}
formula che è utile nel calcolo di alcune medie, come nel caso in cui X è una variabile aleatoria definita da un parametro che è anch'esso aleatorio. (Ad esempio, X potrebbe essere una variabile aleatoria binomiale in cui il numero di lanci è una variabile di Poisson.) Un'altra caratteristica è la "proprietà della torre": se {\displaystyle {\mathfrak {H}}\subseteq {\mathfrak {G}}} sono due σ-algebre, allora
{\displaystyle E[E[X|{\mathfrak {G}}]|{\mathfrak {H}}]=E[X|{\mathfrak {H}}]}